# 中国审判流程信息公开网
中国审判流程信息公开网，是中华人民共和国最高人民法院建设的司法公开三大平台之一，主要公开审判流程信息。

## 简介
2013年11月21日，最高人民法院以法发〔2013〕13号文件印发了《关于推进司法公开三大平台建设的若干意见》，提出推进审判流程信息全面公开、裁判文书信息全面公开、执行信息全面公开。
2014年8月1日，最高人民法院在其官方网站上开设中国审判流程信息公开网，进行试运行。2014年11月13日，中国审判流程信息公开网正式开通，成为司法公开三大平台之一。除了审判流程信息之外，中国审判流程信息公开网还将各类案件实体材料公开，并有电子送达服务。这些信息通过网站、电子触摸屏、电话、短信、手机WAP、APP、微信等载体公开，确保当事人及诉讼代理人可以通过上述任一载体查阅相关案件进展情况。
中国审判流程信息公开网正式开通时，除了最高人民法院之外，北京市、重庆市、上海市、浙江省等20个省、自治区、直辖市法院系统已基本建成各自统一的审判流程信息公开平台，在中国审判流程信息公开网上建成链接，其他各省、自治区、直辖市法院系统也在推进各自的审判流程信息公开平台建设。